# Walenty Sierpiński
Walenty Sierpiński, Walenty z Lublina, znany też jako: Sierpowski, Lubelczyk (zm. 2 poł. XVI w.) – doktor medycyny i wydawca prac medycznych.

## Życiorys
Urodził się w Lublinie. Studiował m.in. w Krakowie, gdzie w 1541 roku otrzymał stopień bakałarza sztuk wyzwolonych. W 1547 roku wyjechał na dalsze nauki do Padwy, a następnie do Bolonii. Był uczniem włoskiego lekarza Giovanniego Battisty Monte (Montana), którego dzieła później publikował. Napisał również pracę pt. O różnych chorobach i leczeniu ich (Kraków, 1592) zadedykowaną Janowi Zamoyskiemu.
Był plebanem w Konopnicy i Częstoborowicach, jak również rajcą miejskim, a w latach 1571–1572 burmistrzem Lublina. Należała do niego jedna z mieszczących się przy lubelskim Rynku kamienic (obecnie Rynek 7).